# آنا گرودزکا
آنا گرودزکا (به لهستانی:  Anna Grodzka) (زادهٔ ۱۶ مارس ۱۹۵۴، اوتووتسک، لهستان) و یک سیاستمدار لهستانی است. وی در سال ۲۰۱۱ نماینده حذب لیبرال برای شرکت در مجلس نمایندگان لهستان بود. وی دومین تراجنسی راه‌یافته به مجلس پارلمان در تاریخ اروپا. و تنها تراجنسی راه‌یافته به مجلس لهستان است
وی در سال ۱۹۵۴ با نام Krzysztof Bęgowski به دنیا آمد و در سال ۲۰۱۰ در تایلند تحت عمل جراحی تطبیق و بازتایید جنسیت زنان ترنس قرار گرفت و او یک زن ترنس است. وی پیش از آن یک کارآفرین، فیلمساز و صاحب نشریه بوده‌است.
گرودزکا در حال حاضر تنها تراجنسیتی زنده عضو پارلمان در دنیا و سومین تراجنسیتی عضو پارلمان در طول تاریخ جهان است. پیش از او جورجینا بیر (Georgina Beyer) در نیوزیلند و ولادمیرلوکسوریا (Vladimir Luxuria) در ایتالیا به عضویت درپارلمان کشور خود درآمده بودند
آن‌ها یک لهستان مدرن می‌خواستند، یک لهستان آزاد برای تفاوت‌ها، لهستانی که همهٔ مردم بدون در نظر گرفتن تفاوت‌ها در آن آزاد و شاد باشند و من نمی‌توانم آن‌ها را ناامید کنم— آنا گرودزکا، 